# Cyberteknics
Cyberteknics Creative Recording is een Amerikaanse opnamestudio in Dayton, Ohio. De studio werd in 1969 opgericht door Phil Mehaffey en Howard Davis. Anno 2015 werd er nog altijd gebruik gemaakt van dezelfde analoge opnameapparatuur die reeds in gebruik was toen het label werd opgericht. Zanger Robert Pollard (Guided by Voices) heeft diverse albums opgenomen in de studio.